# Daniel O'Connell

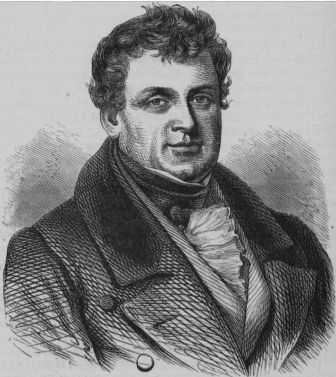
Daniel O'Connell

Daniel O'Connell, född 6 augusti 1775 i Carhen nära Cahersiveen i Kerry, död 15 maj 1847 i Genua i Italien, var Irlands mest framträdande politiker under första hälften av 1800-talet. Han verkade för katolikernas emancipation och för upphävande av unionen mellan Irland och Storbritannien (Repeal).
Han är ihågkommen på Irland som grundaren av en icke-våldsform av irländsk nationalism, men också för att ha lett in irländsk politik på en uppdelning efter religiös tillhörighet genom att mobilisera den katolska befolkningen som en politisk kraft.

## Tidigt liv
O'Connell föddes i en före detta välbärgad katolsk familj. Under sin rike onkel Maurice Hunting Cap O'Connells beskydd studerade han i Douai i Frankrike, och antogs till Lincoln's Inn i London 1794, för att två år senare gå över till King's Inns i Dublin. I ungdomen blev han bekant med de demokratiförespråkande radikalerna och bestämde sig för att verka för att införa jämlikhet och religiös tolerans i sitt hemland.
När han studerade juridik i Dublin instruerades han av sin onkel att inte blanda sig i någon våldsam verksamhet. När Wolfe Tones franska invasionsflotta anlände till Bantry Bay i december 1796, hamnade O'Connell i ett dilemma. I januari 1797 skrev han till sin onkel och berättade att han var den sista bland sina kollegor som gick med i en frivilligkår och då han var ”ung, aktiv, frisk och ensamstående” kunde han inte ge någon trovärdig ursäkt. Senare samma månad anslöt han sig, av opportunitetsskäl, till Lawyer's Artillery Corps.
Den 19 maj 1798 blev O'Connell irländsk barrister. Fyra dagar senare satte United Irishmen igång sitt uppror, som slogs ner av britterna med stor blodsutgjutelse. O'Connell stödde inte upproret, då han ansåg att irländarna behövde hävda sig politiskt snarare än med våld. Han bestämde sig för att dra sig tillbaka till sitt hem i Kerry och deltog inte i vare sig upproret eller nedslåendet av det. I över ett årtionde levde han i södra Irland och ägnade sig åt privat advokatverksamhet. Han fördömde också Robert Emmets uppror 1803.

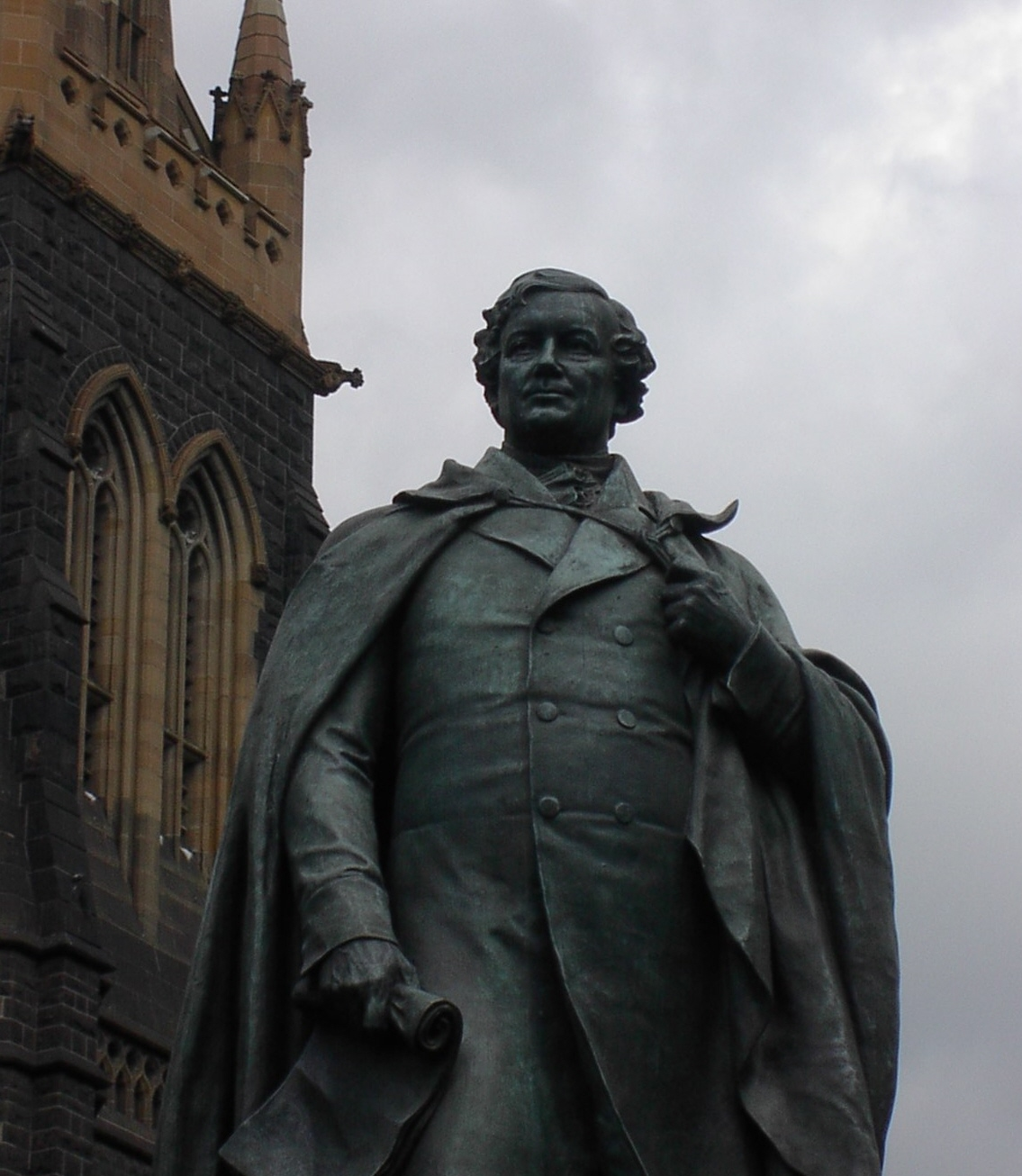
Staty av Daniel O'Connell utanför St Patrick's Cathedral i Melbourne.

## Kampen för katolikernas emancipation
O'Connell återvände till politiken under 1810-talet för att kämpa för katolikernas emancipation, det vill säga upphävandet av all antikatolsk lagstiftning som utövades på Irland. Han bildade Catholic Association med detta syfte. Denna sammanslutning finansierades med medlemsavgifter på en penny per månad, en minimal summa som valts med syfte att få medlemmar bland katolska bönder. Föreningen blev så framgångsrik att den fick in flera miljoner pund under sitt första år. Pengarna användes för kampanjen för emancipation, särskilt genom att finansiera valkampanjer för kandidater till underhuset som förespråkade katolsk emancipation. Catholic Association bistod också sina fattigare medlemmar med mat och pengar.
Som en del av sin kampanj för katolsk emancipation ställde O'Connell upp i ett fyllnadsval till underhuset 1828 i County Clare. O'Connell segrade, men eftersom han var katolik kunde han inte ta plats i parlamentet. Premiärministern, hertigen av Wellington, och inrikesministern, Robert Peel, insåg, fastän de motsatte sig katolsk emancipation, att det skulle väcka upprördhet och kunde leda till ett nytt uppror om man förvägrade O'Connell hans parlamentsplats.
Peel och Wellington lyckades övertyga kung Georg IV att katolsk emancipation och rätten för katoliker och presbyterianer och medlemmar av andra kristna riktningar utanför den irländska statskyrkan att sitta i underhuset behövde införas, och med stöd av whigpartiet gick lagen igenom. Detta ledde emellertid till att andra toryledamöter förlorade förtroende för Peel och Wellington.
Ett av de mest impopulära inslagen av den antikatolska lagstiftningen fanns kvar i form av skyldigheten för alla arbetande att betala tionde till den anglikanska irländska kyrkan. Ett kampanj med betalningsvägran ledde 1831 till våldsamheter. O'Connell motsatte sig fortfarande våldsanvändning, men försvarade framgångsrikt deltagare i slaget vid Carrickshock när de ställdes inför rätta.
1841 blev Daniel O'Connell den förste katolske borgmästaren i Dublin.

## Kampen för upphävande av unionen ("Repeal of the Union")
O'Connell verkade också för ett upphävande av unionsakten, som 1801 hade sammanslagit Storbritanniens och Irlands parlament och upprättat Förenade kungariket Storbritannien och Irland. Därför bildade han föreningen Repeal Association. Han förespråkade återupprättandet av ett självständigt irländskt kungarike i personalunion med Storbritannien. I kampanjen organiserade han en serie ”jättemöten” (Monster Meetings) runtom i stora delar av Irland utanför den protestantiskt dominerade provinsen Ulster. Mötena samlade omkring 100 000 människor var. Detta skrämde den brittiska regeringen och premiärministern Robert Peel förbjöd ett planerat jättemöte i Clontarf i County Dublin strax utanför staden Dublin. Denna åtgärd togs efter att det största jättemötet hade hållits vid Tara (Tara var betydelseladdat för den irländska befolkningen eftersom det var den gamla kröningsplatsen för de irländska högkungarna. Clontarf var viktigt för att det förknippades med slaget vid Clontarf 1014, då den irländske kungen Brian Boru knäckte vikingarnas makt på Irland.) Trots uppmaningar från sina anhängare vägrade O'Connell trotsa myndigheterna och avlyste mötet.
Ändå blev han satt i fängelse för uppvigling i tre månader, men frisläpptes snabbt av överhuset. Då han fråntagit sig själv sitt mäktigaste vapen, jättemötet, lyckades O'Connell inte få någon ytterligare framgång i kampen för upphävande av unionen. Hans anhängare lämnade honom i stort antal och en grupp bildade rörelsen Young Ireland, som förespråkade mer militanta sätt att uppnå irländsk självständighet.

## Politiska uppfattningar och program
O'Connell motsatte sig våldsamma uppror och sade vid ett tillfälle att Irlands frihet inte var värd att en enda blodsdroppe spilldes. Han inriktade sig i stället på parlamentariska metoder och fredlig folkmobilisering för att åstadkomma politiska förändringar. Han förklarade regelbundet sin lojalitet till den brittiska kronan och varnade ofta det brittiska etablissemanget att om de inte reformerade styret av Irland skulle irländarna började lyssna till ”råd från våldsamma män” ("counsels of violent men"). Flera brittiska regeringar fortsatte att ignorera hans varning, men han lyckades genomföra mycket av vad han ville genom sin viljestyrka och makten hos de irländska bönderna och prästerskapet, det vill säga att avlägsna hinder för katoliker, se till att lagligt valda katoliker kunde representera sina väljare i underhuset, och ändra trohetseden så att inslag som var stötande för katoliker togs bort. 

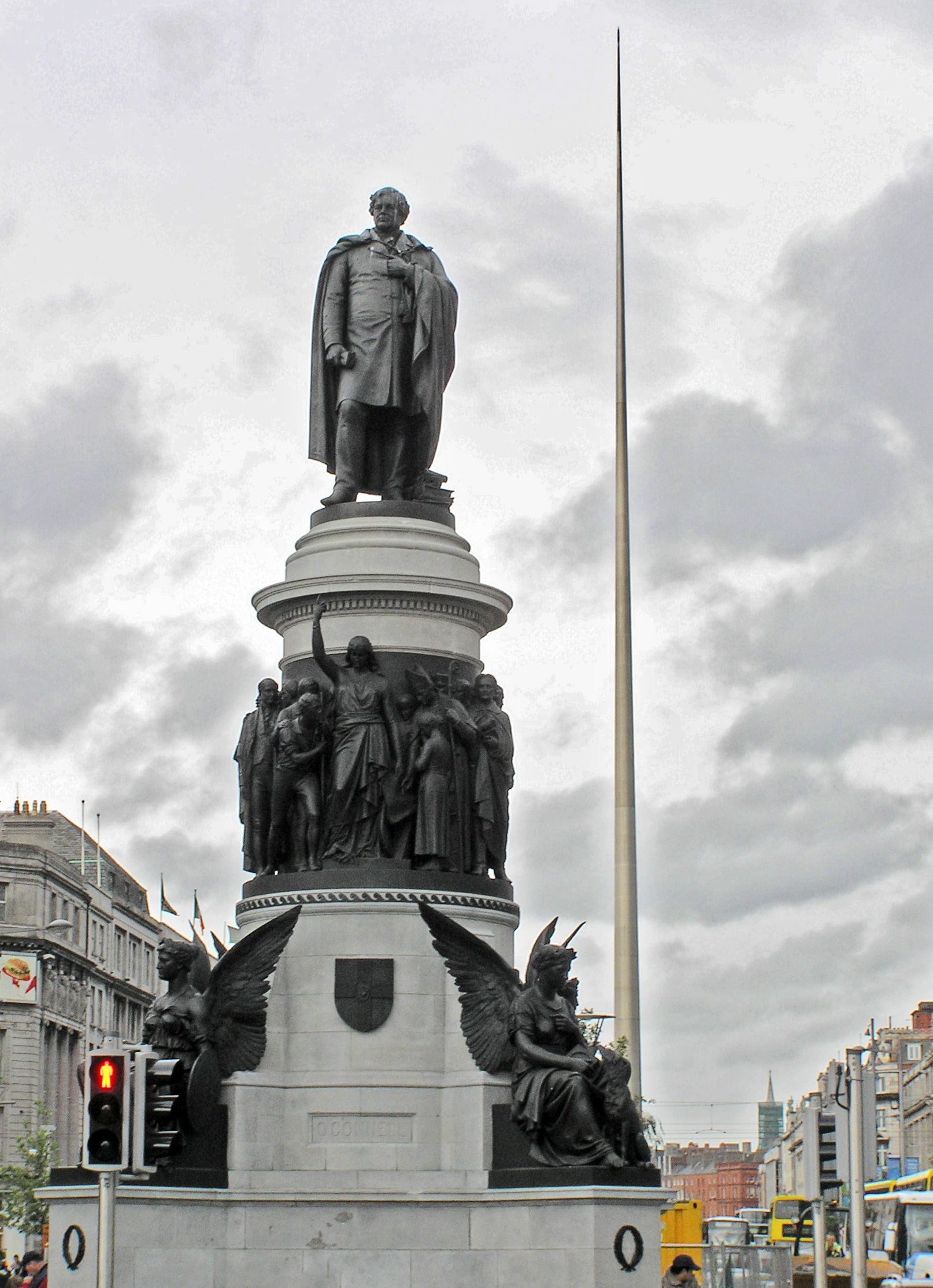
O'Connellmonument i Dublin

## Död och eftermäle
O'Connell dog av en hjärtsjukdom 1847 i Genua i Italien under en pilgrimsfärd till Rom vid 71 års ålder. Han hade försvagats allvarligt av sin tid i fängelse. Hans huvud begravdes i Rom och resten av hans kropp i Glasnevinkyrkogården i Dublin, under ett stort runt torn som kan ses på långt avstånd. Hans söner blev alla parlamentsledamöter och är begravda i hans krypta.
O'Connell är känd på Irland som "The Liberator" (”Befriaren”) för sin framgång i genomförandet av katolikernas emancipation. Fastän Charles Stewart Parnell (som dominerade irländsk politik i slutet av 1800-talet) oftare förknippas med titeln, blev också O'Connell beskriven som ”Irlands okrönte kung”.
Den största gatan i centrala Dublin, som tidigare hette Sackville Street, döptes om till O'Connell Street till hans ära i början av 1900-talet efter att Irländska fristaten upprättats. En staty av honom (utförd av skulptören John Henry Foley) står i ena änden av gatan. Det finns ett museum över honom i Derrynane House, nära byn Derrynane i Kerry, som en gång ägdes av hans familj.
Asteroiden 4927 O'Connell är uppkallad efter honom.